# Notorious (album de Duran Duran)
Pour les articles homonymes, voir Notorious.
Albums de Duran Duran
Arena
(1984) Big Thing
(1988)
Singles
1. Notorious
Sortie : 20 octobre 1986
2. Skin Trade
Sortie : février 1987
3. Meet El Presidente
Sortie : avril 1987

Notorious est le 4e album studio du groupe anglais Duran Duran, sorti en 1986. C'est leur 1er publié sous forme de trio, après les départs du guitariste Andy Taylor et du batteur Roger Taylor. Warren Cucurullo, ancien guitariste de Frank Zappa, rejoint alors la formation. Malgré son importante contribution à l'album, il ne sera « intronisé » membre officiel du groupe qu'en 1990.

## Historique et enregistrement
La genèse de cet album a lieu à une période particulière pour Duran Duran. Après une tournée mondiale à succès en 1984, la plupart des membres du groupe se focalisent sur des projets parallèles : les groupes The Power Station (pour Andy et John Taylor) et Arcadia (Nick Rhodes, Simon Le Bon et Roger Taylor).
Au moment de réunir le groupe, certains membres pensent que Roger Taylor n'est plus apte à jouer pour le groupe alors qu'Andy Taylor se démarque du style du groupe. Plus tard, il sera révélé que Roger Taylor a préféré se ressourcer en famille dans le Gloucestershire. Le cas d'Andy Taylor est cependant plus complexe : à l'origine, il devait participer aux sessions d'enregistrement à Los Angeles.

« Quand nous avons décidé de reformer Duran Duran, au terme de nos expériences d'Arcadia et de Power Station, dès le mois d'avril, John et moi avons commencé à travailler sur quelques chansons en attendant la venue de Simon (encore sur son bateau) prévue pour le mois de mai. Quelque temps auparavant, je m'étais rendu à Los Angeles et nous avions, avec Andy, amorcé l'écriture de quelques titres. Apparemment, nos réunions en studio, tous les quatre, ne semblaient poser aucun problème. Ensuite, il est arrivé quelque chose de très bizarre : Andy ne s'est pas présenté à notre rendez-vous, nous l'avons attendu et nous ne cessions de l'appeler chez lui à Los Angeles, sans réponse [...] Un beau jour, finalement, il nous a passé un coup de fil expliquant qu'il acceptait de jouer sur l'album mais qu'il ne faisait plus partie de Duran Duran. Nous avons respecté sa décision. Il a participé à quelques titres et c'est Nile Rodgers qui a exécuté toutes les autres parties de guitare. »

— Nick Rhodes, Salut !
Le reste du groupe essaie alors d'obliger juridiquement Andy à réintégrer le groupe. Andy souhaitera même que le nom de Duran Duran soit abandonné, mais il reste la « propriété » de Nick Rhodes. Andy Taylor s'en va alors pour une carrière solo et sortira son premier album studio, Thunder, en 1987. De son côté, Duran Duran annonce un album différent. Le chanteur Simon Le Bon évoque un album davantage « simple, je dirais même primitif. Cette fois j'ai décidé de miser sur les textes, alors que, dans le passé, c'était la partie musicale qui dominait et l'orchestration sacrifiait parfois tel ou tel instrument ».
L'enregistrement débute au studio Davout à Paris, avec l'ingénieur du son français Daniel Abraham. Ce dernier raconte : « Ils avaient loué le studio pour écrire et n'avaient pas prévu d'enregistrer sérieusement ». Surpris par la qualité du studio, le groupe y enregistrera finalement certaines chansons, entre mi-mai et mi-juin 1986, avec Steve Ferrone à la batterie. Ils seront ensuite rejoints par Nile Rodgers, qui était occupé sur un album de Grace Jones.
Après Paris, l'album sera enregistré à Londres (WestSide Studio, studios Abbey Road, etc.) avant le mixage à New York au studio Skyline.

## Style musical
L'album est produit par Nile Rodgers, cofondateur de Chic producteur entre autres de Let's Dance de David Bowie et de Like a Virgin de Madonna ; la couleur musicale du groupe en est nettement transformée. Œuvrant dans une sorte de « funk-blanc » dynamité aux guitares rock, Notorious constitue une tentative d'éloignement des racines néo-romantiques et new wave du groupe. Le bassiste du groupe John Taylor justifie ce changement de style par leurs projets annexes d'Arcadia et The Power Station : 

« Ces escapades ont été très positives pour notre évolution. D'abord parce que nous avons été confrontés à des musiciens de très haut niveau et que c'est le genre de chose qui pousse à se dépasser, à sortir du petit confort qui s'installe naturellement au bout de quelques années. Ensuite, ça a eu tendance à nous redonner le goût des choses plus directes. Avec ce disque, nous avons voulu revenir à une approche plus “basique”, plus dansante, plus fondamentalement pop. »

— John Taylor, Rock & Folk, 1986

## Singles
Deux des trois singles extraits de l'album connaîtront le succès dans les classements : Notorious (no 2 aux États-Unis, no 7 au Royaume-Uni) et, dans une moindre mesure, Skin Trade (no 39 aux États-Unis et no 22 au Royaume-Uni). Cependant, à partir de 1987, le groupe entame une sorte de "traversée du désert", qui durera plus de cinq ans.

## Critique
Après la sortie à succès du single Notorious, la sortie de l'album en novembre 1986 surprend les fans par son style plus sobre et élégant. La critique, notamment en France, est plutôt séduite : Dans le magazine français Best, Gérard Bar-David écrit notamment « Notorious est un album tout à fait charmant [...] LP jet-set en bain moussant, Notorious est sans doute un excellent produit. L'énergie y règne sans conteste, doublée d'un sens tout à fait pop de la perfection ».
La critique anglo-saxonne est cependant moins positive. Sur AllMusic, l'album récolte la note de 2 sur 5. 

## Pochette
Sur la pochette de l'album, comme sur celles des singles extraits, il n'est écrit qu'une fois « Duran ». 

## Liste des titres
Toutes les chansons sont écrites et composées par John Taylor, Nick Rhodes et Simon Le Bon.
| 1.  | Notorious                   | 4:18 |
| 2.  | American Science            | 4:43 |
| 3.  | Skin Trade                  | 5:57 |
| 4.  | A Matter of Feeling         | 5:56 |
| 5.  | Hold Me                     | 4:31 |
| 6.  | Vertigo (Do the Demolition) | 4:44 |
| 7.  | So Misled                   | 4:04 |
| 8.  | Meet El Presidente          | 4:19 |
| 9.  | Winter Marches On           | 3:25 |
| 10. | Proposition                 | 4:57 |

| 1.  | Notorious                   | 4:18 |
| 2.  | American Science            | 4:42 |
| 3.  | Skin Trade                  | 5:56 |
| 4.  | A Matter of Feeling         | 5:57 |
| 5.  | Hold Me                     | 4:32 |
| 6.  | Vertigo (Do the Demolition) | 4:43 |
| 7.  | So Misled                   | 4:03 |
| 8.  | Meet El Presidente          | 4:20 |
| 9.  | Winter Marches On           | 3:25 |
| 10. | Proposition                 | 5:02 |

| 11. | We Need You                   | 2:54 |
| 12. | Notorious (45 mix)            | 4:01 |
| 13. | Skin Trade (radio cut)        | 4:28 |
| 14. | Meet El Presidente (7″ remix) | 3:38 |

| 1. | Notorious (extended mix)                    | 5:18 |
| 2. | Meet El Presidente (Presidential Suite mix) | 7:15 |
| 3. | Skin Trade (Parisian mix)                   | 8:08 |
| 4. | American Science (Chemical reaction mix)    | 7:45 |
| 5. | Vertigo (Do the Demolition) (Mantronix mix) | 6:34 |
| 6. | Skin Trade (Stretch mix)                    | 7:44 |
| 7. | Notoriousaurus Rex                          | 8:19 |

| 8.  | Notorious (live)                   | 4:15 |
| 9.  | Vertigo (Do the Demolition) (live) | 5:28 |
| 10. | New Religion (live)                | 5:50 |
| 11. | American Science (live)            | 5:00 |
| 12. | Hungry Like the Wolf (live)        | 5:07 |

| 1.  | Intro                       |  |
| 2.  | A View to a Kill            |  |
| 3.  | Notorious                   |  |
| 4.  | New Religion                |  |
| 5.  | Vertigo (Do the Demolition) |  |
| 6.  | The Chauffeur               |  |
| 7.  | Save a Prayer               |  |
| 8.  | Skin Trade                  |  |
| 9.  | Hungry Like the Wolf        |  |
| 10. | Wild Boys                   |  |
| 11. | Crédits                     |  |

| 12. | Notorious          |  |
| 13. | Skin Trade         |  |
| 14. | Meet El Presidente |  |

| 5.  | Sans titre (enregistré en 1986) |  |
| 15. | Notorious                       |  |

| 1. | Skin Trade (S.O.S Dub)                  | 7:19 |
| 2. | Meet El Presidente (Meet El Beat)       | 5:33 |
| 3. | American Science (Meltdown Dub)         | 7:29 |
| 4. | Vertigo (Do the Demolition) (B-Boy Mix) | 6:04 |
| 5. | Notorious (Latin Rascals Mix)           | 6:24 |

## Crédits

### Duran Duran
- Simon Le Bon : chant
- Nick Rhodes : claviers
- John Taylor : basse

### Musiciens additionnels
- Warren Cuccurullo, Andy Taylor : guitares
- Nile Rodgers : production, guitares
- The Borneo Horns : cuivres
- Steve Ferrone : batterie
- Jimmy Maelen : percussions
- Curtis King : chœurs
- Brenda White-King : chœurs
- Tessa Niles : chœurs
- Cindy Mizelle : chœurs

### Production
- Bob Ludwig : mastering
- Daniel Abraham : ingénieur du son, mixage
- Photographies :  John Swannell
- Design : Frank Olinsky, Manhattan Design

## Anecdotes
- L'introduction du titre Notorious a été samplée pour le rappeur The Notorious B.I.G. pour le titre Notorious B.I.G. sorti sur son album posthume, Born Again en 1999.
- Le titre de l'album est une référence au film Les Enchaînés d'Alfred Hitchcock (Notorious en version originale). De plus, l'une des chansons se nomme Vertigo (Do the Demolition). Vertigo est le titre original de Sueurs froides. Par ailleurs l'intérieur de la pochette et sa spirale renvoie au générique et à l'affiche de Sueurs froides[1].
- David Hallyday, âgé à l'époque de 19 ans, a failli rejoindre le groupe comme batteur, avant que Steve Ferrone soit choisi. Sa mère, Sylvie Vartan, aurait refusé qu'il parte pour des tournées incessantes avec le groupe à travers le monde[9].